# Adolf von Liederscron
Adolf von Liederscron (* 12. November 1893 in Ansbach; † 2. Februar 1973 in München) war ein deutscher Landrat.

## Leben
Nach dem Abitur am Theresien-Gymnasium München absolvierte Adolf von Liederscron ein Studium der Rechtswissenschaften an der Ludwig-Maximilians-Universität München, unterbrochen durch den Kriegseinsatz. Nach der ersten juristischen Staatsprüfung und dem anschließenden Referendariat legte er 1921/1922 das Große juristische Staatsexamen ab und erhielt eine Anstellung als Assessor bei der Regierung von Oberbayern, bis er im November 1925 Bezirksamtmann in Eggenfelden wurde. 1934 wechselte er in gleicher Funktion zum Bezirksamt Wolfratshausen. Im Februar 1937 zum Regierungsrat ernannt, wurde er dort am 23. November 1937 als Bezirksamtsvorstand (ab 1939 Landrat) mit der Leitung der Verwaltung des Bezirksamtes (ab 1939 Landkreis Wolfratshausen) beauftragt. In diesem Amt blieb er bis April 1945, als er seines Amtes enthoben und bis August 1945 interniert wurde. Im Entnazifizierungsverfahren wurde er durch die Spruchkammer als Mitläufer eingestuft. So konnte er wieder eine Tätigkeit im öffentlichen Dienst aufnehmen und im Juni 1948 als Angestellter bei der Regierung von Oberbayern beginnen. Dort wurde er im Februar 1949 Regierungsrat und im August 1949 Oberregierungsrat. Zum 27. November 1958 wurde er in den Ruhestand verabschiedet.
Von Liederscron war am 1. Mai 1937 in die NSDAP eingetreten.